# إقليم برشيد
إقليم برشيد هو محافظة مغربية، يغلب على تقسيمها الطابع الريفي. يستمد الإقليم اسمه من المدينة عاصمة الإقليم، برشيد.

## الخلفية
تم إنشاء إقليم برشيد سنة 2009 حيث تم اقتطاعه من إقليم سطات.

## التقسيم الإداري

### البلديات
- برشيد
- الڭارة
- أولاد عبو
- سيدي رحال الشاطئ
- أحد السوالم
- الدروة

### الجماعات القروية
| - دائرة برشيد - ابن معاشو - لغنيميين - لحساسنة - الساحل أولاد احريز - سيدي عبد الخالق - سيدي المكي - سوالم طريفية - زاوية سيدي بنحمدون | - دائرة الڭارة - أولاد زيدان - الفقراء أولاد عامر - جاقمة - قصبة بن مشيش - لمباركيين - أولاد صباح - رياح (قرية) |

## جغرافيا
يقع الإقليم في قلب منطقة الشاوية, و يُحد إقليم برشيد بالتالي :
- جهة الدار البيضاء الكبرى من الشمال ;
- إقليم الجديدة (منطقة دكالة عبدة) من الغرب ;
- إقليم سطات وإقليم بن سليمان (الذان ينتميان بدورهما لنفس الجهة الإقتصادية الشاوية ورديغة), تماما من ناحيتي الجنوب و الشرق.[2]

## ديموغرافيا
يعرف تطور عدد سكان الإقليم ارتفاعا قويا: انطلاقا من 280٬688 إلى 362٬751 نسمة من 1994 إلى 2004, و تم تقدير عدد السكان ب 406٬000 لسنة 2011.

## هوامش و مراجع
1. 1 2  Caractéristiques démographiques et socio-économiques : Province de Berrechid. ص. 5. démo.
2. 1 2 3 4  Fedali، Mohamed (avril 2011). "Dépollution de la zone industrielle de Berrechid : Une dynamique citoyenne au service de la population et de l'environnement". L'Opinion. مؤرشف من الأصل في 2016-08-20. {{استشهاد بدورية محكمة}}: تحقق من التاريخ في: |تاريخ= (مساعدة)، |doi-broken-date= بحاجة لـ |doi= (مساعدة)، الوسيط غير المعروف |day= تم تجاهله (مساعدة)، والوسيط غير المعروف |lien périodique= تم تجاهله (مساعدة)
3. ↑  MAP (mars 2010). "Activités royales : SM le Roi nomme plusieurs walis et gouverneurs". Le Matin. مؤرشف من الأصل في 12 يناير 2012. اطلع عليه بتاريخ 3 أكتوبر 2012. {{استشهاد بدورية محكمة}}: تحقق من التاريخ في: |تاريخ= (مساعدة)، |doi-broken-date= بحاجة لـ |doi= (مساعدة)، الوسيط غير المعروف |jour= تم تجاهله (مساعدة)، والوسيط غير المعروف |lien périodique= تم تجاهله (مساعدة)
4. ↑  أحيانا تكتب: إقليم بالرشيد